# Josep Martínez Aloy
José Martínez Aloy (València, 4 de juny de 1855 — València, 3 d'abril de 1924) va ser un historiador i polític valencià. Afiliat al Partit Liberal Conservador va participar activament en la política local, sent diverses vegades regidor, alcalde l'any 1907 i president de la Diputació de València el 1914-1915.
Era llicenciat en Dret per la Universitat de València. Va publicar diversos treballs d'investigació històrica i va ser cronista de la Província de València. Dirigí el Museu de Belles Arts de València i fou membre de l'Acadèmia de Belles Arts de Sant Carles i de Lo Rat Penat. Es declarava deixeble de Teodor Llorente i va presidir la festa de coronació del poeta que va organitzar l'Ajuntament de València. Des de la Diputació va ser un dels promotors de la creació del Centre de Cultura Valenciana.
A partir de l'estudi La Casa de la Generalidad, sobre el Palau de la Generalitat de València, premiat als Jocs Florals de Lo Rat Penat de 1893, l'any 1910 va reelaborar i editar una monografia il·lustrada i prologada per Teodor Llorente amb el títol La Casa de la Diputación que després seria traduïda al català.
Col·laborà en la Geografía del Reino de Valencia (1924) dirigida per Francesc Carreras i Candi. A la seua mort va deixar inacabat un projecte d'Enciclopèdia Valenciana.

## Obres
(Llista no exhaustiva)
- 1881 Formación de los apellidos lemosines
- 1884 De la alcurnia de San José a los sentimientos nobiliarios
- 1885 La aparición del Cristianismo en Valencia
- 1887 Los prelados valentinos
- 1890 Blasones de los linajes viejos y nuevos de la ciudad de Alicante y de varios Reyes, Títulos, Villas y Ciudades de España, recopilados por Jaime Bendicho
- 1893 La Casa de la Generalidad
- 1910 La Casa de la Diputación